# تپه پسان
تپه پسان مربوط به هزاره اول قبل از میلاد است و در شهرستان ارومیه، بخش سیلوانه، دهستان ترگور، جنوب غرب روستای پسان واقع شده و این اثر در تاریخ ۲۵ آبان ۱۳۸۷ با شمارهٔ ثبت ۲۳۵۷۷ به‌عنوان یکی از آثار ملی ایران به ثبت رسیده است.